# Assassinio di Abraham Lincoln
L'assassinio di Abraham Lincoln fu commesso il 14 aprile 1865, venerdì santo, mentre la vittima assisteva allo spettacolo Our American Cousin al Ford's Theatre di Washington. L'omicidio avvenne durante le fasi conclusive della guerra di secessione americana, cinque giorni dopo la resa delle truppe confederate del generale Robert E. Lee alle truppe unioniste comandate da Ulysses S. Grant ad Appomattox.
Lincoln fu il primo presidente degli Stati Uniti ad essere assassinato. L'attentato fu pianificato e condotto dall'attore di teatro John Wilkes Booth, come parte di una cospirazione più ampia per tentare di indebolire l'Unione.
Oltre a Booth facevano parte della cospirazione Lewis Powell e David Herold, incaricati di assassinare il Segretario di Stato William H. Seward e George Atzerodt che avrebbe dovuto uccidere il vice presidente Andrew Johnson. Eliminando le tre più alte cariche dello Stato, Booth e compagni speravano di ferire a morte il governo dell'Unione.
Lincoln morì la mattina del 15 aprile, il giorno dopo essere stato colpito. La restante parte della cospirazione fallì; Powell riuscì solamente a ferire Seward, mentre Atzerodt non trovò il coraggio di commettere alcunché.

## Il contesto storico
Nel marzo 1864, durante le fasi finali della guerra, il generale delle armate dell'Unione Ulysses Grant decise di sospendere lo scambio di prigionieri poiché questa pratica stava prolungando la guerra, dando la possibilità ai confederati, a corto di uomini e stremati, di poter attingere a forze fresche.
Il futuro assassino di Lincoln, John Wilkes Booth, un simpatizzante della Confederazione, ricevuta quella notizia decise di concepire un piano per rapire il presidente Lincoln, affinché l'Unione fosse obbligata a riprendere lo scambio di prigionieri. Reclutò Samuel Arnold, George Atzerodt, David Herold, Michael O'Laughlen, Lewis Powell e John Surratt perché lo aiutassero nel suo intento. La madre di Surratt, Mary, abbandonò la sua pensione a Clinton nel Maryland e si trasferì a Washington alla fine del 1864, dove ebbe numerosi incontri con Booth.
Nonostante Booth e Lincoln non si conoscessero di persona, il presidente aveva assistito a numerose rappresentazioni teatrali del suo futuro assassino, inclusa "Marble Heart" al Ford's Theatre il 9 novembre 1863. Il Washington Chronicle la recensì come uno "spettacolo bellissimo ed emozionante" e Booth ricevette numerosi elogi per il suo ruolo nella produzione. Secondo Lincoln's Sanctuary: Abraham Lincoln and the Soldiers' Home, Lincoln fu talmente entusiasta della performance di Booth che gli fece recapitare un biglietto nel backstage invitandolo alla Casa Bianca affinché potessero conoscersi. Booth, di simpatie confederate, ignorò l'invito senza fornire particolari motivazioni ma sembra che più tardi disse ad alcuni suoi conoscenti: "Preferirei avere l'applauso di un negro che quello del presidente!". Secondo Inside Lincoln's White House, l'attore Frank Mordaunt confermò questa ricostruzione:
(Frank Mordaunt)
Booth assistette alla seconda proclamazione di Lincoln a presidente il 4 marzo 1865. Fu invitato alla cerimonia da Lucy Hale, figlia di John P. Hale, futuro ambasciatore in Spagna, con la quale aveva una relazione segreta. Booth scrisse in seguito nel suo diario:
(John Wilkes Booth)
Il 17 marzo 1865, Booth informò i suoi compagni che Lincoln sarebbe stato presente allo spettacolo Still Waters Run Deep all'ospedale militare di Campbell. Booth riunì i cospiratori in un ristorante nella periferia di Campbell per rapire il presidente mentre tornava a casa dall'ospedale. Booth scoprì in seguito che Lincoln non si recò mai allo spettacolo. Presenziò, invece, ad una cerimonia al National Hotel nella quale ufficiali del 140º corpo di fanteria dell'Indiana si presentarono al governatore Oliver Morton con una bandiera confederata catturata in combattimento. Booth viveva in quel periodo al National Hotel ed avrebbe avuto una buona opportunità di rapire il presidente se non si fosse recato all'ospedale con i cospiratori.
Nel frattempo, la Confederazione si stava disgregando. Il 3 aprile Richmond, la capitale, cadde nelle mani dell'Unione. Il 9 aprile 1865, l'Armata della Virginia Settentrionale si arrese all'Armata del Potomac ad Appomattox. Il presidente confederato Jefferson Davis assieme al suo governo fuggirono. Nonostante l'evidente destino della causa confederata, Booth continuò a credere nella vittoria.
L'11 aprile 1865, due giorni dopo la resa delle armate confederate, Booth presenziò ad un discorso alla Casa Bianca nel quale Lincoln introdusse l'idea di affrancare gli schiavi. Provocato da queste parole, Booth decise di assassinare Lincoln e disse a Lewis Powell:
(John Wilkes Booth)

## Cronologia degli eventi

### Il giorno dell'agguato
Il 14 aprile 1865 Booth, nella sua stanza presso il National Hotel, scrisse a sua madre che tutto andava bene, ma che era "di fretta". Nel suo diario annotò che "La nostra causa è quasi persa, qualcosa di decisivo e grandioso deve essere fatto".
Lincoln quel giorno si svegliò di buon umore. Il senatore James Harlan ricordò di aver fatto un giro in carrozza con i Lincoln solo qualche giorno prima, e trovò il presidente trasformato:
"Il suo aspetto ed il portamento erano meravigliosamente cambiati. Era come trasfigurato. Quella indescrivibile tristezza che sembrava essere un elemento permanente del suo stesso essere, era improvvisamente mutata in un'espressione altrettanto ineffabile di gioia come fosse consapevole del grande risultato che aveva raggiunto".
Hugh McCulloch, il nuovo Segretario del tesoro, osservò quel mattino: "Non ho mai visto Lincoln così allegro e sereno". Edwin M. Stanton disse: "Al primo momento buono, ieri, il presidente indisse una riunione di gabinetto, a cui era presente anche il generale Grant. Era più allegro e felice di quanto lo avessi mai visto. Gioiva alla prospettiva di una pace solida e duratura in patria ed all'estero".
Tutti notarono l'umore positivo del presidente visto che per mesi era parso pallido ed emaciato. Lo stesso Lincoln parlò di quanto sereno fosse. Ciò scatenò qualche preoccupazione in Mary, sua moglie, poiché credeva che dire queste cose non portasse bene. Lincoln raccontò ai membri del gabinetto che aveva sognato di essere a bordo di una "misteriosa, indescrivibile nave, in rotta veloce verso una spiaggia buia e indefinita". Rivelò inoltre di aver avuto ripetutamente lo stesso sogno prima "di ogni singolo evento importante della guerra" come, ad esempio, le vittorie ad Antietam, Murfreesboro, Gettysburg e Vicksburg.
Nel frattempo, verso mezzogiorno, Booth si era recato al Ford's Theatre per recuperare la propria posta, in quanto possedeva una casella postale lì. Al teatro apprese dal fratello di John Ford, il proprietario, che il presidente ed il generale Grant sarebbero stati presenti a teatro quella sera per assistere a Our American Cousin, una commedia in tre atti. Booth decise che quella sarebbe stata l'occasione perfetta: conosceva il teatro, avendoci lavorato molte volte.
Quello stesso pomeriggio, si recò presso l'abitazione di Mary Surratt a Washington e le chiese di inviare un pacco alla sua pensione di Surrattsville nel Maryland. Egli le chiese inoltre di riferire all'inquilino che risiedeva lì di preparargli armi e munizioni che aveva precedentemente nascosto nella pensione e che sarebbe passato a prenderli più tardi quella sera. La Surratt ottemperò alle richieste di Booth e si mise in viaggio, assieme a Louis J. Weichmann, suo pensionante ed amico del figlio.
Alle sette quella sera, John Wilkes Booth incontrò per l'ultima volta tutti i suoi compagni. Booth ordinò a Lewis Powell di uccidere il Segretario di Stato William H. Seward nella sua casa, a George Atzerodt di assassinare il vicepresidente Andrew Johnson al Kirkwood Hotel, ed a David Herold di guidare Powell a casa di Seward e successivamente al punto di ritrovo con Booth in Maryland. Booth decise di sparare a Lincoln con la sua Derringer e di accoltellare Grant. Avrebbero dovuto colpire tutti quanti, simultaneamente, appena dopo le dieci quella sera. Atzerodt si rifiutò di aderire al progetto asserendo che il piano iniziale riguardava un rapimento, non un assassinio. Booth gli rispose che era troppo tardi per tirarsi indietro.

### L'omicidio

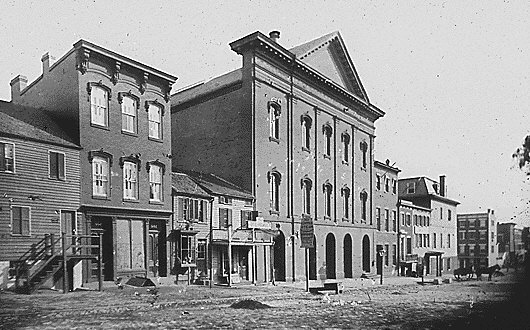
Il Ford's Theatre nel 1865

Il palco presidenziale al Ford's Theatre, dove Lincoln fu assassinato.

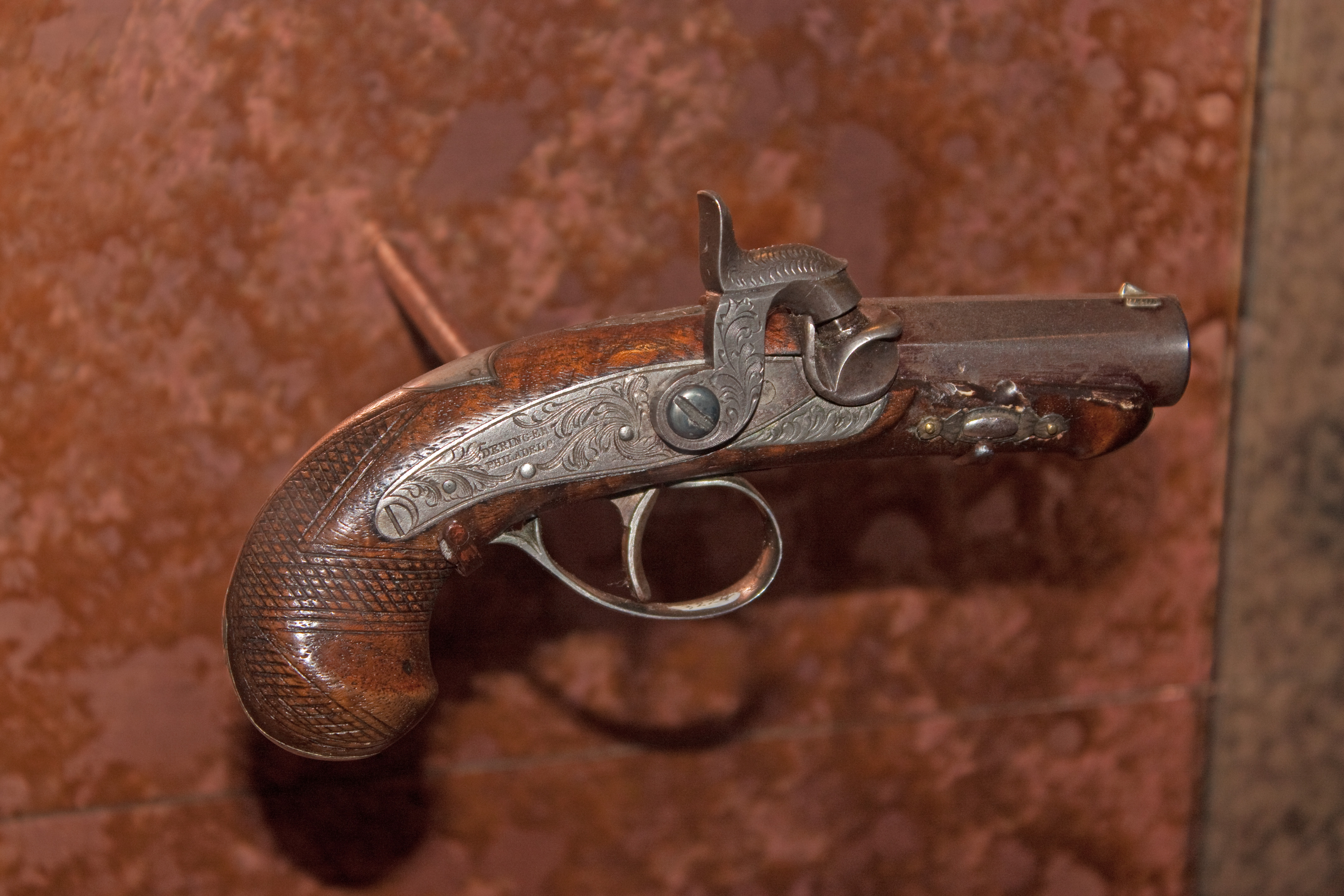
La Derringer usata da Booth per sparare a Lincoln, ancora oggi in mostra al Ford's Theatre.

Contrariamente alle informazioni ricevute da Booth, il generale Grant e la moglie non si recarono a teatro quella sera, poiché Mary Lincoln e Julia Grant non erano in buoni rapporti. Lincoln invitò quindi altre due persone al loro posto: il Maggiore Henry Rathbone e la sua compagna Clara Harris.
Lincoln arrivò in ritardo (intorno alle 20:30) e si accomodò nel palchetto presidenziale, composto da due unità senza muro divisorio. Lo spettacolo fu interrotto brevemente e l'orchestra suonò Hail to the Chief mentre gli spettatori tributarono a Lincoln un'entusiasmante standing ovation. Il Ford Theatre era tutto esaurito con 1 700 spettatori. Mary Lincoln sussurrò al marito che le teneva la mano: "Cosa penserà Miss Harris che ti sto così vicino?". Il presidente sorrise e rispose "Non penserà niente". Ufficialmente, queste furono le ultime parole pronunciate da Lincoln. Secondo alcune fonti avrebbe in seguito espresso alla moglie il desiderio di visitare la Terra santa, dicendo: "Non c'è posto che desideri vedere più di Gerusalemme".
Il palchetto presidenziale era sorvegliato da John Frederick Parker. Durante l'intervallo, questi si recò in un'osteria vicina assieme al domestico e al vetturino di Lincoln. Non è chiaro se ritornò mai a teatro, ma è certo che Parker non era al suo posto quando Booth fece irruzione. È probabile che la presenza di un poliziotto non avrebbe comunque impedito l'ingresso ad un attore famoso come Booth. Infatti George Brainerd Todd, un chirurgo della marina testimone oculare, riferì che:
Una volta entrato nel palco presidenziale, Booth bloccò la porta con un pezzo di legno che incuneò tra la porta ed il muro. Poi si voltò e guardò attraverso il piccolo spioncino che aveva scavato nella seconda porta precedentemente quel giorno.
Anche se non aveva mai recitato in quello spettacolo, Booth lo conosceva molto bene ed aspettò il momento preciso in cui l'attore Harry Hawk (il quale interpretava il ruolo principale del "cugino", Asa Trenchard) fosse in scena da solo a recitare quella che veniva considerata la parte più divertente dell'intera rappresentazione. Booth sperava di sfruttare il rumoreggiare del pubblico per coprire il colpo di pistola che avrebbe esploso di lì a poco. Lincoln, infatti, stava ridendo quando fu raggiunto dal proiettile.
Booth aprì la porta, entrò e sparò a Lincoln a bruciapelo, ferendolo a morte. Il proiettile raggiunse il capo del presidente dietro l'orecchio sinistro, fratturando il cranio e penetrando nella parte sinistra del cervello prima di terminare la propria corsa appena sopra all'occhio destro. Lincoln perse conoscenza immediatamente, accasciandosi sulla sedia. Mary si avvicinò a Lincoln, lo cinse e gridò non appena capì cos'era successo.
Udito il colpo di pistola, Rathbone agì rapidamente cercando di impedire a Booth di scappare, aggredendolo e ingaggiando una colluttazione. Booth lasciò cadere la pistola sul pavimento e brandì un coltello, colpendo violentemente il maggiore all'avambraccio sinistro. Rathbone tentò di bloccarlo prima che saltasse dal davanzale del palco, aggrappandosi al suo cappotto e facendolo carambolare oltre la ringhiera fino alla platea sottostante (un volo di oltre tre metri e mezzo). Mentre cadeva, il piede destro di Booth urtò la targa commemorativa di Washington rovesciandola del tutto, ed uno sperone si impigliò nella bandiera che ornava il box presidenziale. Booth atterrò goffamente sul piede sinistro. Si alzò rapidamente e nonostante la ferita al piede appena riportata attraversò tutto il palco, facendo credere agli spettatori che tutto quel trambusto facesse parte dello spettacolo. Booth brandiva il coltello insanguinato sopra la testa, gridando qualcosa all'indirizzo della platea.
È opinione diffusa che abbia gridato "Sic semper tyrannis!" (il motto della Virginia, cioè "Così sempre per i tiranni") una volta atterrato sul palcoscenico, oppure mentre cadeva. Le testimonianze differiscono fra loro. Nonostante la maggioranza di esse sostengano di aver udito Booth pronunciare "Sic semper tyrannis!", altri - incluso Booth stesso - asserirono che egli disse semplicemente "Sic semper!". Altri ancora non ricordano di aver udito parole in latino da Booth.
Anche le parole proferite da Booth in inglese sono oggetto di disputa. Alcuni sostengono che gridò "The South is avenged!" ("Il Sud è vendicato"). Altri pensarono di averlo udito dire "Revenge for the South!" ("Vendetta per il Sud") oppure "The South shall be free!" ("Il Sud dev'essere libero"). Due sostennero che Booth urlò "I have done it!" ("L'ho fatto!").
Mentre gli spettatori dovevano ancora comprendere cosa fosse successo, Joseph B. Stewart, un avvocato, si alzò immediatamente vedendo Booth atterrare sul palco, si issò su di esso e lo rincorse. Le urla di Mary Lincoln e Clara Harris e Rathbone di "Fermate quell'uomo!" fecero capire al resto degli spettatori che le azioni di Booth non erano parte dello spettacolo, e si scatenò il panico.
Alcuni uomini in platea si alzarono e presero ad inseguire Booth, ma non riuscirono a raggiungerlo. Questi attraversò il palcoscenico mentre Rathbone usciva da una porta di servizio. L'assassino trovò sulla sua strada William Withers Jr., e lo accoltellò per farsi largo.
Dopo aver lasciato l'edificio, Booth si avvicinò al cavallo che lo attendeva fuori: l’uomo colpì Joseph "Peanuts" (conosciuto come "Peanut Johnny") Burroughs, il quale gli stava tenendo il cavallo con l'impugnatura del coltello, saltò in sella all'animale e fuggì. Katherine M. Evans, una giovane attrice che era dietro le quinte del teatro, quando Lincoln fu colpito rivelò di essersi precipitata nel palco appena dopo l'uscita di Booth e di aver visto "il Presidente Lincoln privo di coscienza, la testa adagiata sul petto, gli occhi chiusi ed un sorriso sul volto".

### I soccorsi
Charles Leale, un giovane chirurgo dell'esercito in permesso al Ford Theater quella sera, si fece largo tra la folla fino al palco presidenziale e vide Booth con in mano il coltello insanguinato, ma non riuscì ad entrare in quanto la porta era bloccata. Rathbone vide il pezzo di legno che bloccava la porta, lo rimosse e permise a Leale di entrare. Leale entrò nel box e trovò Rathbone sanguinante. Aveva un profondo squarcio nel petto ed una lunga ferita al braccio. Egli ignorò tuttavia Rathbone e si avvicinò a Lincoln che era accasciato sulla sedia, sostenuto da Mary che piangeva. Il presidente era paralizzato e respirava appena. Leale distese Lincoln a terra credendo che fosse stato pugnalato alla spalla. Un secondo medico presente tra il pubblico, Charles Sabin Taft, raggiunse il palco presidenziale. Taft e Leale tagliarono il colletto ed aprirono la camicia del presidente, Leale scoprì il buco da cui era penetrato il proiettile vicino all'orecchio sinistro. Leale stesso tentò di rimuovere il proiettile, ma questo era conficcato nel cranio. Permise all'attrice Laura Keene di tenere la testa del presidente in grembo. Leale alla fine disse: "La ferita è mortale. È impossibile che guarisca".
Leale, Taft ed un altro dottore, Albert King, si consultarono rapidamente e decisero che sebbene il presidente dovesse essere portato via, attraversare l'intera città in carrozza era fuori discussione. Dopo aver brevemente considerato lo Star Saloon di Peter Taltavull poco distante, decisero di cercare una casa dove poter portare Lincoln. I tre dottori ed alcuni soldati trasportarono Lincoln fuori mediante l'uscita principale, mentre fuori pioveva.
Lungo la strada, Henry Safford, che abitava alla Petersen House di proprietà di William Petersen, attirò la loro attenzione. Gli uomini trasportarono Lincoln in una stanza al primo piano della pensione. Fu adagiato in diagonale sul letto poiché era molto alto.

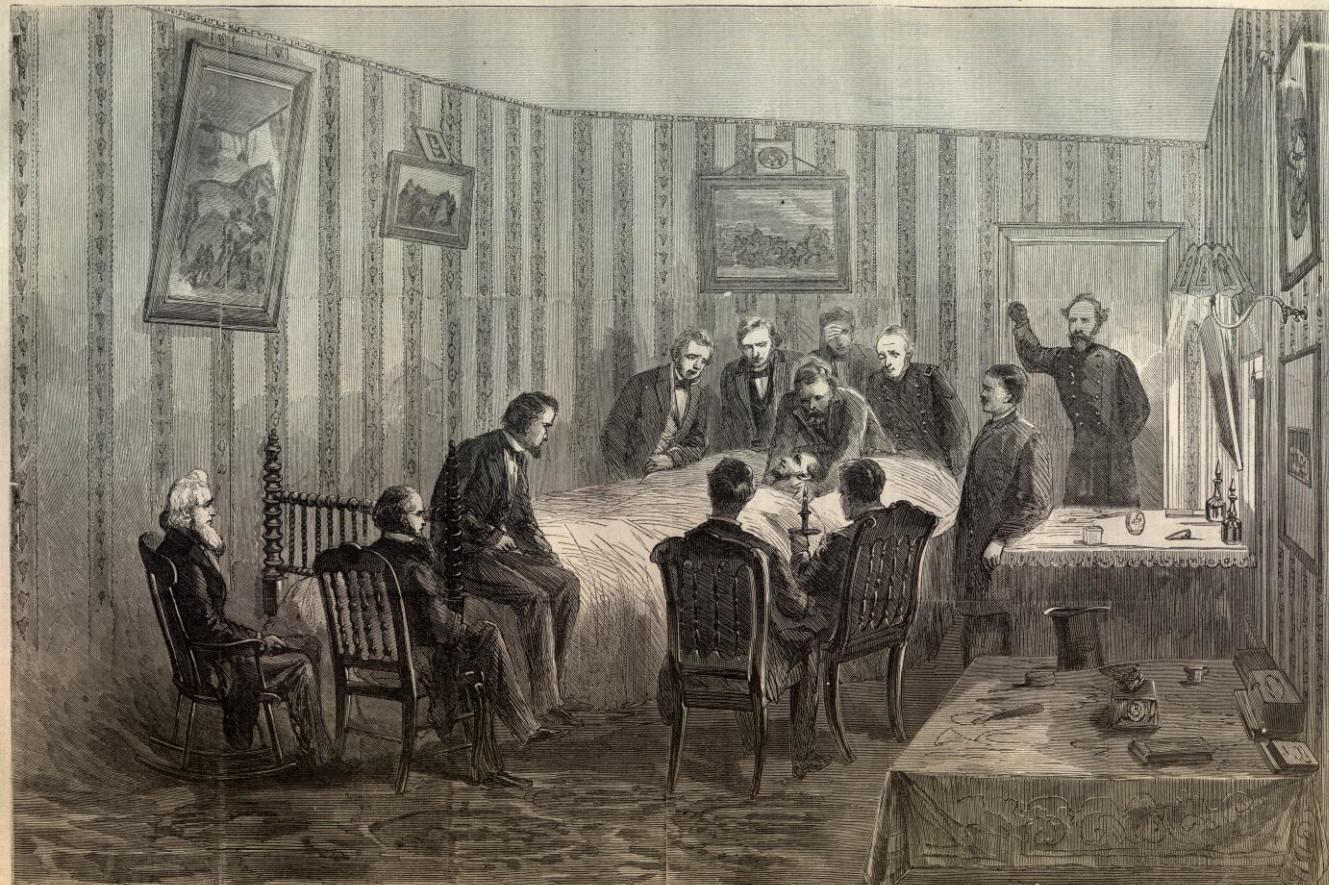
Lincoln sul letto di morte

I tre dottori furono raggiunti dal chirurgo capo dell'armata dell'Unione Joseph Barnes e da Charles Crane, Anderson Ruffin Abbott e Robert Stone. Utilizzando una sonda, Barnes localizzò alcuni frammenti del cranio di Lincoln e scoprì che il proiettile era ancora all'interno del cranio. Robert Todd Lincoln, che era alla Casa Bianca quella sera, giunse alla Petersen House dopo aver appreso dell'agguato.
Gideon Welles ed Edwin M. Stanton giunsero alla Petersen House per partecipare alla veglia. Mary Lincoln era così scioccata dall'aggressione che Stanton ordinò di tenerla fuori dalla stanza gridando: "Tenete quella donna fuori da qui e non lasciatela entrare!". Stanton si stabilì quindi nel salotto posteriore, facendo a tutti gli effetti le veci del presidente per parecchie ore, inviando e ricevendo telegrammi, ascoltando le dichiarazioni dei testimoni oculari ed impartendo ordini per la cattura di Booth. Per gran parte della notte Leale tenne la mano a Lincoln e più tardi dichiarò: "alcune volte, la ragione ritorna per alcuni istanti prima della morte. Tenni la sua mano per fargli capire, pur nella sua cecità, che aveva un amico a fianco".

### La morte di Lincoln

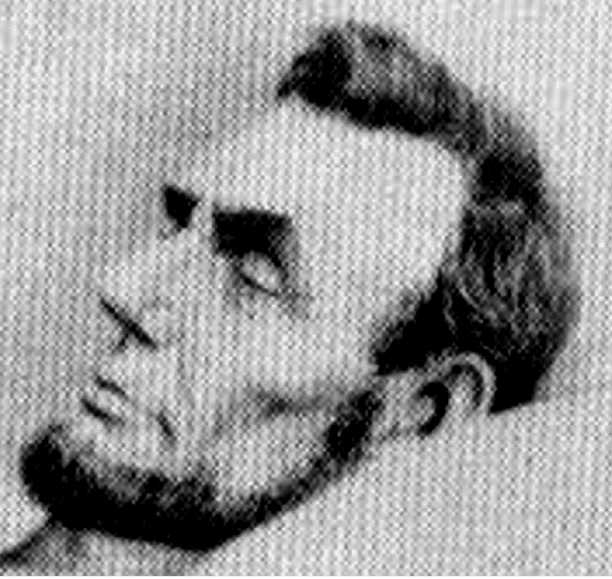
Foto di Lincoln sul letto di morte

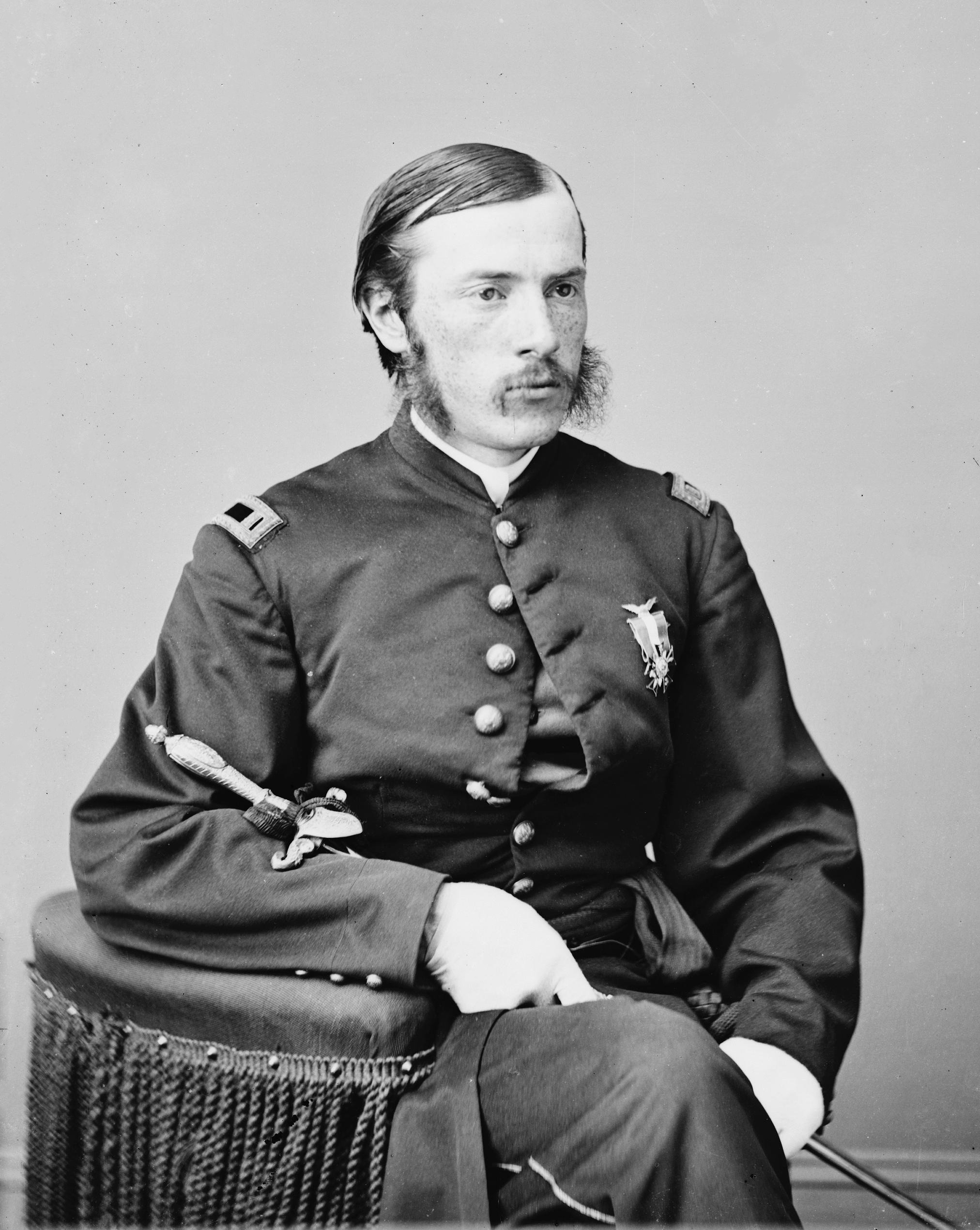
Charles Leale

Lincoln morì alle 7:22 del 15 aprile 1865, all'età di 56 anni. Secondo il segretario personale di Lincoln John Hay, al momento del trapasso "il suo volto assunse un'espressione di indicibile pace".
I presenti si inginocchiarono a pregare per il defunto. Quando ebbero finito, Stanton proferì un breve discorso, anche se non vi è accordo tra gli storici su quanto disse esattamente. Tutti concordano che iniziò dicendo: "Ora egli appartiene..." ed alcuni sostengono che continuò con "... alla storia", altri con "... agli angeli". Hermann Faber, un illustratore medico dell'esercito, fu condotto all'interno della stanza una volta che il corpo di Lincoln fu rimosso in modo che potesse documentare visivamente l'ambiente.
Nonostante alcuni esperti dissentano, il trattamento del dottor Leale è generalmente considerato buono per i tempi. Fu premiato per i suoi sforzi atti a salvare la vita del presidente partecipando a vario titolo durante le cerimonie funebri.

## La fuga e la cattura dei cospiratori

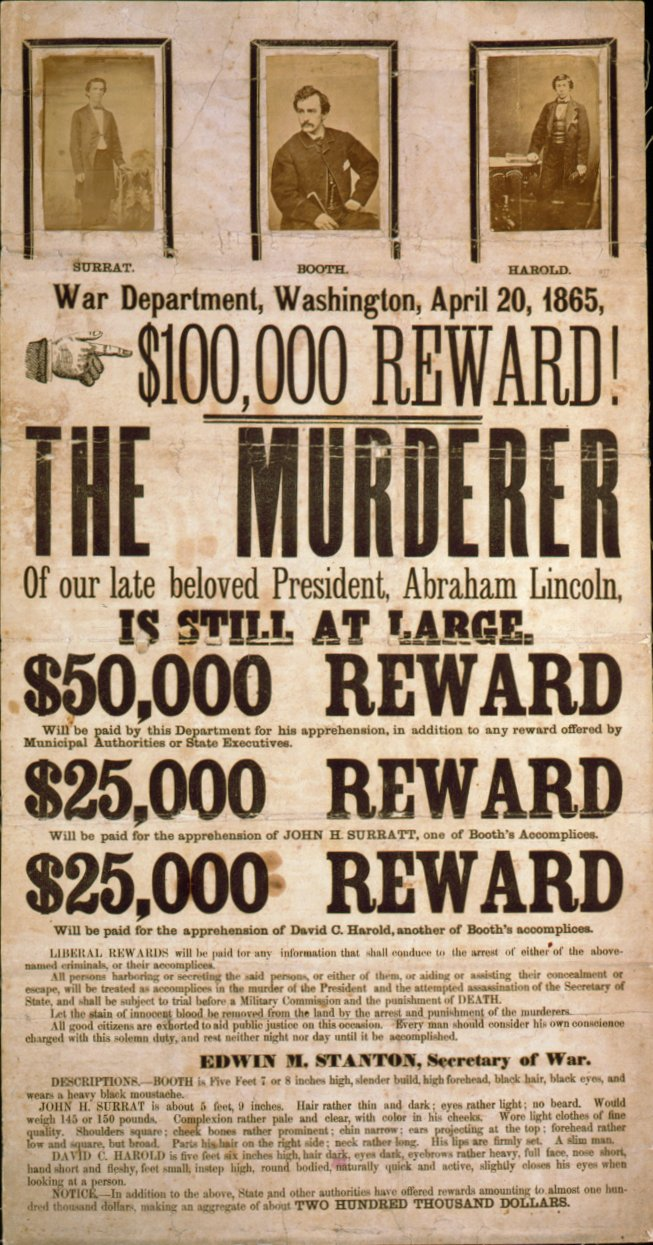
La taglia per la cattura dei cospiratori: John H. Surratt, John Wilkes Booth, e David Herold.

Dopo circa mezz'ora dall'omicidio, Booth attraversò il Navy Yard Bridge e fuggì nel Maryland. Il sergente Silas Cobb che stava a guardia del ponte, chiese a Booth dove andasse così tardi la notte e questi gli rispose che si stava recando a casa nella vicina cittadina di Beantown. Cobb fu soddisfatto dalla risposta, nonostante fosse proibito ai civili attraversare il ponte dopo le 21:00, e lasciò andare Booth. David Herold attraversò lo stesso ponte poco meno di un'ora dopo e si ricongiunse con Booth. Dopo aver recuperato armi e munizioni precedentemente nascoste a Surrattsville (oggi Clinton), Herold e Booth si recarono a casa di Samuel Mudd e vi giunsero nelle prime ore del 15 aprile. Mudd, medico, stabilì che la gamba di Booth era fratturata e si premurò di steccarla. Più tardi, Mudd fornì a Booth un paio di stampelle.
Dopo aver trascorso un giorno a casa di Mudd, Booth e Herold assoldarono un uomo del posto per guidarli fino a Rich Hill, la residenza di Samuel Cox. Cox a propria volta li accompagnò da Thomas Jones, il quale li nascose nella palude di Zekiah vicino a casa per cinque giorni fino a che non attraversarono il Potomac. Nel pomeriggio del 24 aprile, giunsero alla fattoria di Richard Garrett, un coltivatore di tabacco. Booth disse a Garrett di essere un soldato confederato ferito.

Il percorso della fuga di John Wilkes Booth

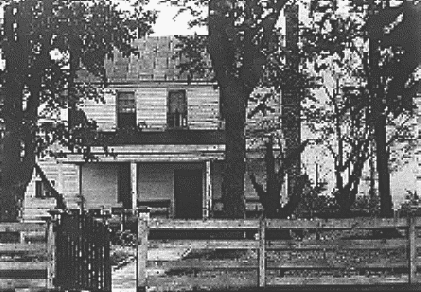
La fattoria dei Garrett, dove Booth morì il 26 aprile 1865

Booth e Herold rimasero alla fattoria dei Garrett fino al 26 aprile, quando i soldati del 16º cavalleria di New York giunsero alla fattoria. I militari circondarono il fienile dove Booth e Herold dormivano e minacciarono di appiccare il fuoco al fienile entro quindici minuti. Herold si arrese, ma Booth si rifiutò di uscire, gridando "I will not be taken alive!". Udendo ciò i soldati appiccarono il fuoco al fienile. Booth si affrettò a raggiungere l'uscita sul retro, brandendo un fucile ed una pistola.
Il sergente Boston Corbett sparò a Booth, danneggiandogli la spina dorsale. Il proiettile si conficcò nella parte posteriore dal capo, appena un pollice al di sotto del punto in cui era entrato quello che aveva ucciso Lincoln.. Booth fu soccorso. Un soldato gli diede dell'acqua che Booth sputò immediatamente, incapace di bere. Booth disse al soldato,
(John Wilkes Booth)
In agonia, impossibilitato a muovere gli arti, chiese al soldato di alzargli le mani davanti al viso e mentre le guardava sussurrò, "Inutile... Inutile." Queste furono le sue ultime parole. Booth morì nella veranda della fattoria dei Garrett due ore dopo essere stato colpito.
Powell, non pratico delle strade di Washington e senza l'aiuto di Herold, vagò senza meta per tre giorni prima di trovare la strada per la casa dei Surratt il 17 aprile. Trovò gli investigatori lì ad attenderlo. Powell sostenne di essere un becchino assoldato da Mary Surratt, ma lei sostenne di non conoscerlo affatto. Furono entrambi arrestati. George Atzerodt si nascose nella fattoria del cugino a Germantown nel Maryland, circa quaranta chilometri a nord-ovest di Washington, dove fu scovato ed arrestato il 20 aprile.
Il resto dei cospiratori furono arrestati entro la fine del mese, salvo John Surratt, che scappò in Canada dove fu nascosto da alcuni preti cattolici. In settembre si imbarcò in una nave diretta a Liverpool, dove si stabilì presso la chiesa di Holy Cross. Da lì viaggiò furtivamente attraverso l'Europa, fino a diventare uno zuavo pontificio in Vaticano. Un compagno dei tempi della scuola, Henry St. Marie, lo riconobbe nella primavera del 1866 ed allertò il governo statunitense. Surratt fu arrestato dalle autorità papali, ma in circostanze mai chiarite riuscì comunque a fuggire. Fu infine catturato da un agente segreto americano in Egitto nel novembre 1866. Venne processato nell'estate del 1867. La difesa chiamò a testimoniare quattro residenti di Elmira nello Stato di New York i quali, pur non conoscendolo, sostennero di averlo visto tra il 13 ed il 15 aprile. Quindici testimoni dell'accusa, alcuni dei quali conoscevano Surratt, sostennero di aver visto un uomo con le sue sembianze a Washington oppure in viaggio nell'arco di tempo incriminato. Alla fine la giuria non giunse ad un verdetto congiunto e Surratt fu rilasciato. Morì nel 1916.

## Il processo

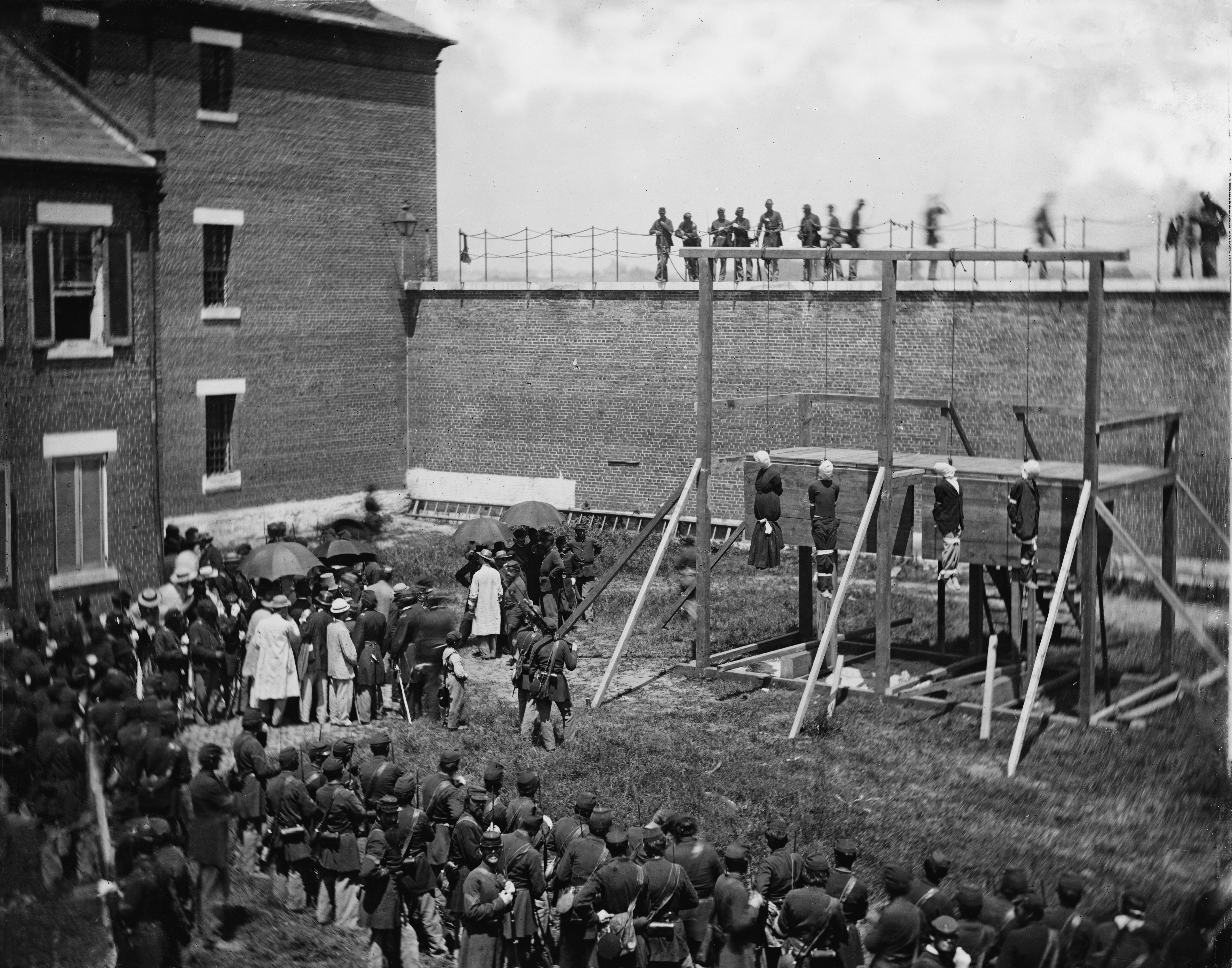
L'esecuzione di Mary Surratt, Lewis Powell, David Herold e George Atzerodt il 7 luglio 1865, presso Forte McNair a Washington

Nell'agitazione a seguito dell'assassinio, decine di sospetti furono arrestati. Chiunque avesse avuto il minimo contatto con Booth o Herold durante la fuga fu condotto in carcere. Tra questi vi furono: Junius Brutus Booth, il fratello di Booth; il proprietario del teatro John Ford, che fu incarcerato per 40 giorni; James Pumphrey, il proprietario del maneggio da cui Booth noleggiò i cavalli; Samuel Cox e Thomas Jones che aiutarono Booth e Herold a fuggire.
Quasi tutti furono arrestati e subito rilasciati e ad eccezione di otto elementi: Samuel Arnold, George Atzerodt, David Herold, Samuel Mudd, Michael O'Laughlen, Lewis Powell, Edmund Spangler (un uomo del teatro che diede il cavallo di Booth a "Peanuts" Burroughs), e Mary Surratt.
Gli otto sospettati furono processati da un tribunale militare ordinato dal presidente Andrew Johnson il 1º maggio 1865. I nove membri della commissione furono presieduti dal maggiore David Hunter. Gli atti del processo furono trascritti e pubblicati nel 1865.
Il fatto che gli imputati fossero processati da un tribunale militare suscitò le critiche di Edward Bates e Gideon Welles, i quali credevano che un tribunale civile fosse più appropriato. Il procuratore generale James Speed, giustificò la scelta evidenziando che gli imputati agirono come nemici della patria e con l'esistenza della legge marziale nel District of Columbia.
Le possibilità per gli imputati di essere assolti erano ridotte: le regole richiedevano la maggioranza semplice per il verdetto di colpevolezza e di due terzi per la sentenza di morte. Le grazie potevano essere concesse solo dal presidente Johnson.
Il processo durò circa sette settimane, con 366 persone chiamate a testimoniare. Louis Weichmann, una volta rilasciato, fu un testimone chiave. Tutti gli imputati furono condannati il 30 giugno. Mary Surratt, Lewis Powell, David Herold e George Atzerodt furono condannati a morte per impiccagione; Samuel Mudd, Samuel Arnold e Michael O'Laughlen furono condannati all'ergastolo. Edmund Spangler fu condannato a sei anni. Dopo aver condannato Mary Surratt all'impiccagione, cinque dei giurati inviarono una lettera a Johnson pregando clemenza, ma il presidente rifiutò la grazia. In seguito Johnson dichiarò di non aver mai ricevuto la lettera.
Surratt, Powell, Herold e Atzerodt furono impiccati presso l'arsenale di Washington il 7 luglio 1865. Le esecuzioni furono supervisionate dal generale Winfield Hancock. Mary Surratt fu la prima donna ad essere giustiziata dal governo degli Stati Uniti. O'Laughlen morì in prigione di febbre gialla nel 1867. Mudd, Arnold e Spangler furono graziati nel febbraio 1869 dal presidente Johnson. Spangler, che morì nel 1875, proclamò la propria innocenza per il resto della sua vita, convinto di non aver nessuna connessione con il piano per assassinare il presidente e di aver avuto solo la sfortuna di essere stato la persona alla quale Booth chiese di tenere il cavallo.

### La colpevolezza di Mudd
Il grado di colpevolezza di Mudd è rimasto un punto controverso e dibattuto. Alcuni, compreso il nipote di Mudd, Richard Mudd, hanno sempre sostenuto la sua innocenza, convinti che egli non compì nulla di illecito soccorrendo un uomo che giunse in casa sua a tarda notte con una gamba fratturata. Oltre un secolo dopo l'assassinio, i presidenti Jimmy Carter e Ronald Reagan scrissero alcune lettere a Richard Mudd concordando sul fatto che il nonno non avesse commesso alcun reato.
Altri, inclusi gli storici Edward Steers e James Swanson, affermano che Samuel Mudd fece visita a Booth tre volte nei mesi precedenti il fallito rapimento. La prima volta fu nel novembre del 1864 quando Booth, in cerca di aiuto per il rapimento, fu messo in contatto con Mudd da agenti dei servizi segreti confederati. In dicembre, Booth si incontrò nuovamente con Samuel Mudd e trascorse la notte presso la sua fattoria. Più tardi quello stesso mese, Mudd si recò a Washington ed introdusse Booth ad un agente confederato di sua conoscenza: John Surratt. Inoltre, George Atzerodt testimoniò che Booth inviò dispacci a casa di Mudd in preparazione al rapimento.
Mudd mentì alle autorità quando giunsero a casa sua dopo l'assassinio, asserendo di non aver riconosciuto l'uomo che comparve alla sua porta in cerca di aiuto e fornì false informazioni su dove Booth ed Herold fossero diretti. Inoltre, nascose lo stivale recante il monogramma di Booth, che aveva sfilato dalla gamba fratturata, dietro un pannello in soffitta; una ricerca approfondita portò alla luce questa ulteriore prova di colpevolezza.
Un'ipotesi accreditata fu che il dottor Mudd fosse parte attiva nel piano per rapire Lincoln ed avesse il compito di offrire aiuto medico nel caso in cui Lincoln ne avesse avuto bisogno. Booth, in fuga, decise probabilmente di recarsi da Mudd nelle prime ore del 15 aprile per ricevere aiuto.

## Avvenimenti correlati

### Il tentato omicidio di Johnson
Booth aveva ordinato a George Atzerodt di uccidere il vice presidente Andrew Johnson, il quale soggiornava alla Kirkwood House a Washington. Atzerodt avrebbe dovuto recarsi nella stanza del vice presidente alle 22:15 ed assassinarlo. Il 14 aprile, Atzerodt affittò la stanza numero 26 alla Kirkwood House, proprio sopra la stanza del vice presidente. Giunse alla Kirkwood House all'orario prestabilito e si recò al bar, portando con sé una pistola ed un coltello. Chiese informazioni al barista, Michael Henry, circa le abitudini di Johnson. Trascorse qualche tempo a bere fino a diventare ubriaco e vagò per ore per le strade di Washington. Nervoso, gettò via il coltello. Giunse alla Pennsylvania House Hotel verso le due del mattino, dove affittò una stanza ed andò a dormire.
Qualche ora prima, quello stesso giorno, Booth si recò alla Kirkwood House e lasciò un messaggio per il vice presidente Johnson che recitava:
(J. Wilkes Booth)
Il biglietto fu preso in carico quella notte dal segretario personale di Johnson, William Browning. Questo messaggio è stato oggetto di numerose interpretazioni nel corso degli anni, da parte degli storici. Una teoria sostiene che Booth, preoccupato che Atzerodt non fosse realmente in grado di uccidere, tentò di implicare Johnson nella cospirazione. Secondo un'altra teoria Booth cercò di contattare Browning per scoprire se Johnson fosse realmente alla Kirkwood House quella notte.

### Il tentato omicidio di William Seward

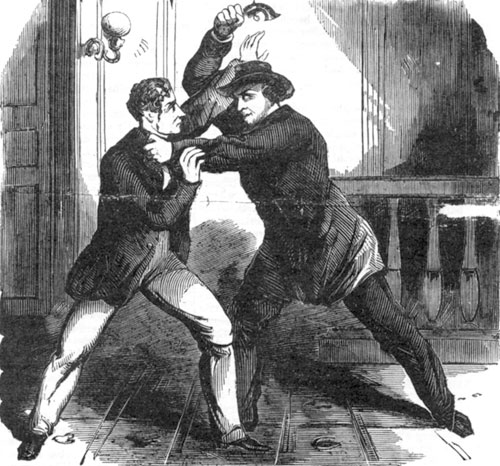
Un dipinto di Lewis Powell mentre colpisce Frederick Seward

Booth assegnò l'assassinio di William Seward a Lewis Powell. Il 5 aprile 1865, Seward fu sbalzato dalla sua carrozza, riportando una commozione cerebrale, la mascella rotta in due punti ed il braccio destro rotto. I medici gli applicarono una stecca alla mascella.
La notte dell'assassinio, Seward era ancora a letto nella sua casa di Washington in Lafayette Park, non troppo lontano dalla Casa Bianca. Herold condusse Powell fino all'abitazione nella quale aveva con sé un revolver Whitney del 1858, molto popolare durante la guerra di secessione ed un coltello Bowie.
Powell bussò alla porta principale della casa di Seward poco dopo le 22:00. William Bell, il maggiordomo di Seward, andò ad aprire. Powell disse a Bell che aveva delle medicine per Seward affidategli dal medico, il Dr. Verdi, e che avrebbe dovuto consegnarle personalmente a lui per spiegargli come assumerle. Una volta entrato in casa Powell salì le scale per raggiungere la camera da letto al terzo piano. In cima alle scale Powell fu fermato dal figlio di Seward, Frederick, al quale raccontò la storia delle medicine. Frederick, sospettoso, disse a Powell che suo padre stava dormendo.

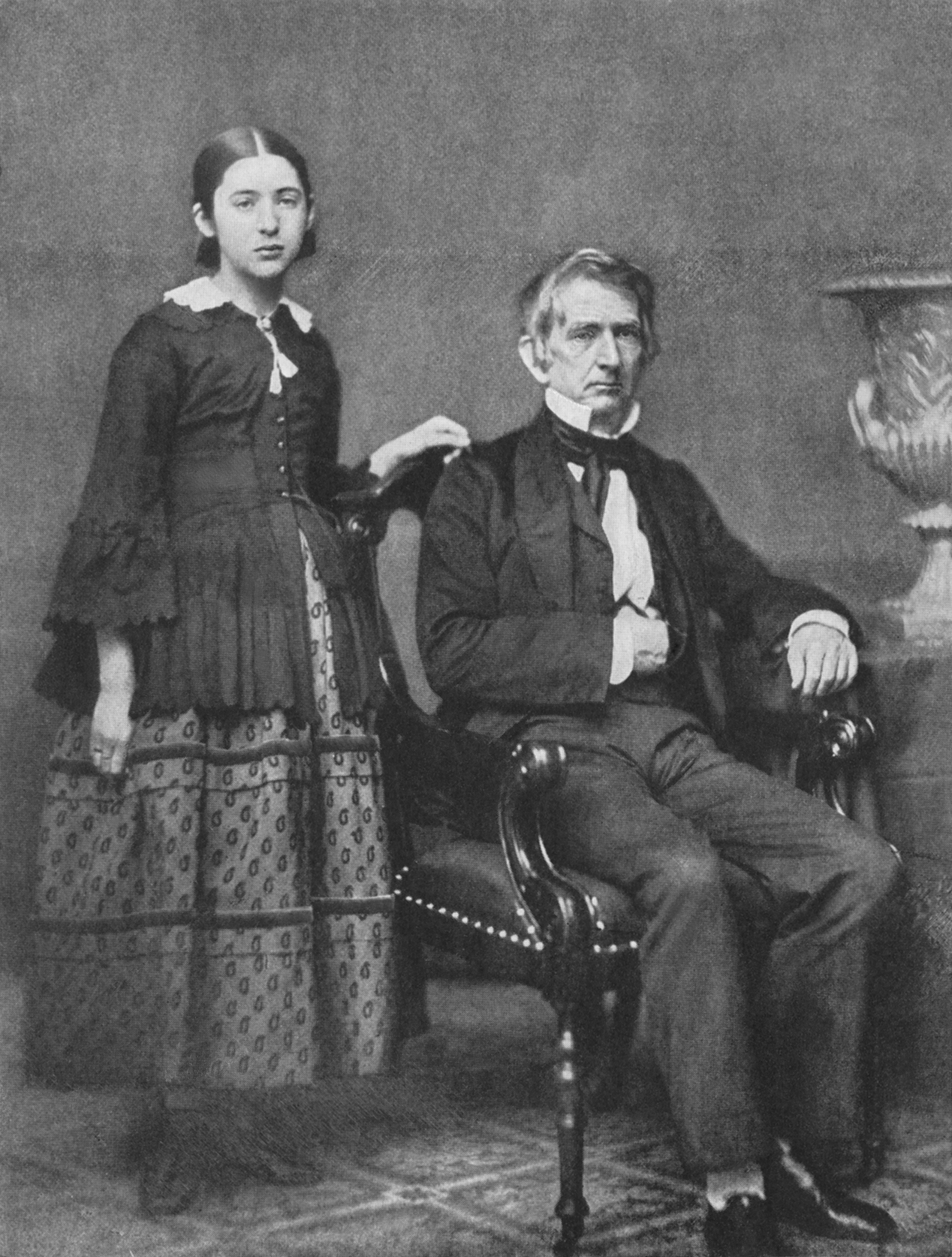
William e Fanny Seward nel 1861

Sentendo quelle voci, la figlia di Seward, Fanny, aprì la porta e disse "Fred, il papà è sveglio ora" e richiuse la porta, rivelando in questo modo dove si trovava Willam Seward.
Inizialmente, Powell discese le scale poi, improvvisamente, si girò ed estrasse la pistola, puntandola alla fronte di Frederick e premendo il grilletto, ma l'arma si inceppò. Powell allora colpì Frederick Seward alla testa con la pesante pistola al punto che la rese inutilizzabile. Frederick Seward stramazzò al suolo incosciente. William Bell cominciò ad urlare "Assassino! Assassino!" prima di scappare a chiamare aiuto.
Fanny, chiedendosi cosa fosse tutto quel baccano, uscì dalla porta nuovamente. Vide suo fratello al suolo, sanguinante e Powell che si dirigeva verso di lei estraendo il coltello. Powell la spinse via, corse verso il letto di Seward e prese ad accoltellarlo ripetutamente al viso ed al collo. Il primo colpo non andò a segno ma il terzo aprì uno squarcio nella guancia di Seward. La stecca applicata alla mascella di Seward fu l'unica cosa che impedì al coltello di penetrare nella giugulare.
Le urla di Bell e Fanny spaventarono Herold, che scappò abbandonando Powell.
Il sergente George F. Robinson che si occupava di proteggere Seward e l'altro figlio di quest'ultimo, Augustus Henry Seward, tentarono di mettere in fuga Powell. Augustus stava dormendo nella sua stanza e fu svegliato dalle urla di Fanny. La potenza delle pugnalate di Powell aveva fatto cadere Seward dal letto, nel lato opposto rispetto a Powell. L'assassino ingaggiò una lotta con Robinson, Augustus e Fanny, accoltellandoli.
Quando Augustus corse a prendere la sua pistola, Powell scappò dabbasso e si diresse verso la porta principale. In quel momento, arrivò Emerick Hansell il quale recava un telegramma per Seward. Powell accoltellò Hansell alla schiena, lasciandolo paralizzato permanentemente. Prima di uscire dall'abitazione, Powell esclamò, "Sono pazzo! Sono pazzo!", slegò il cavallo e scappò.

Il registro della polizia di Washington, il giorno dell'assassinio

Fanny Seward pianse "Oh mio dio, il papà è morto!". Il sergente Robinson sollevò Seward dal pavimento e lo adagiò nuovamente sul letto. Seward sputando sangue dalla bocca disse "Non sono morto; chiamate un dottore; chiamate la polizia. Chiudete la casa.".
Seward era coperto di sangue, ma le pugnalate di Powell nella stanza buia non avevano raggiunto nessun organo vitale e Seward si riprese. Il suo volto rimase per sempre sfigurato dove il coltello aveva penetrato la carne, all'altezza della guancia.

## Conseguenze

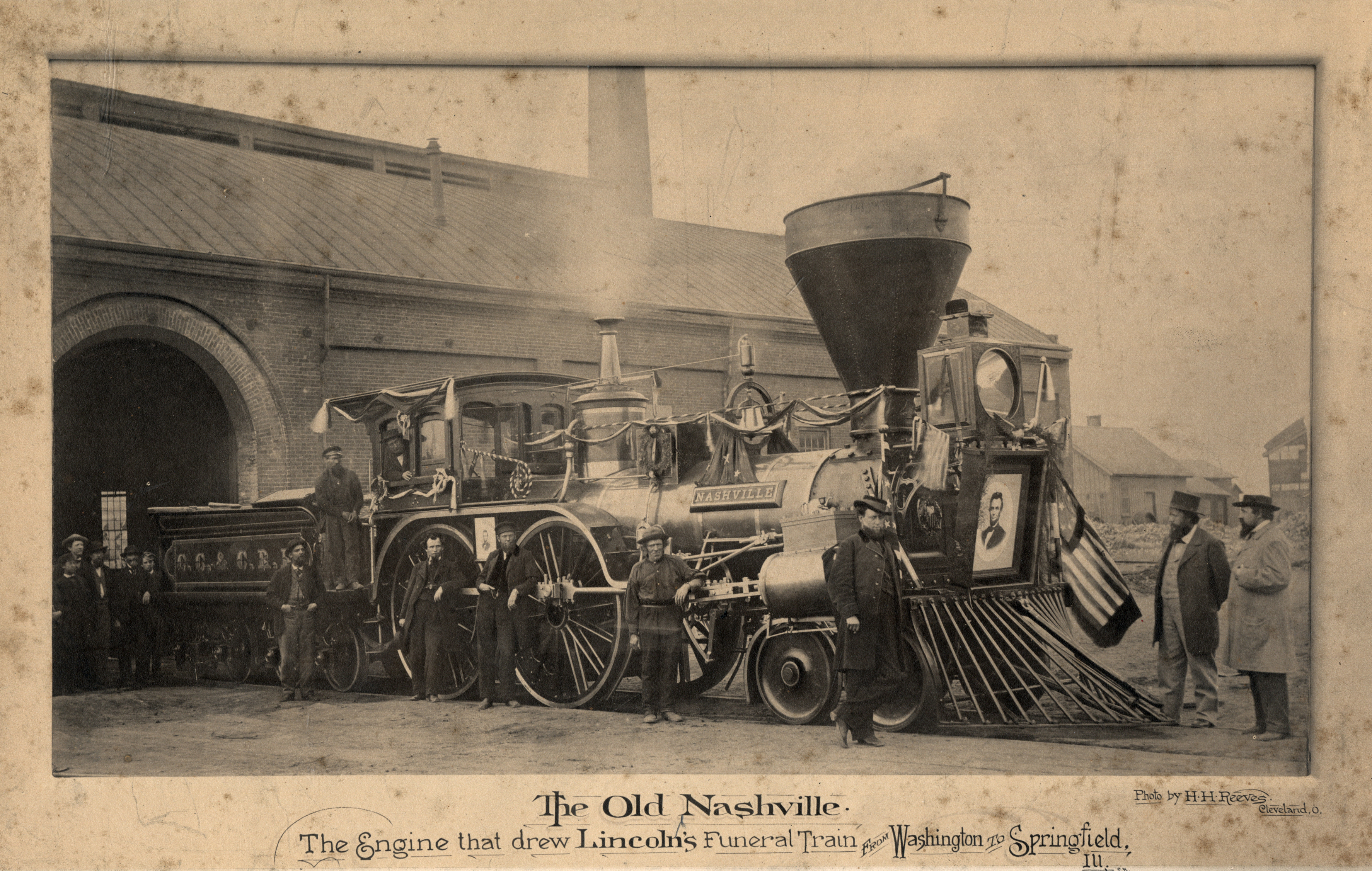
Il treno funerario

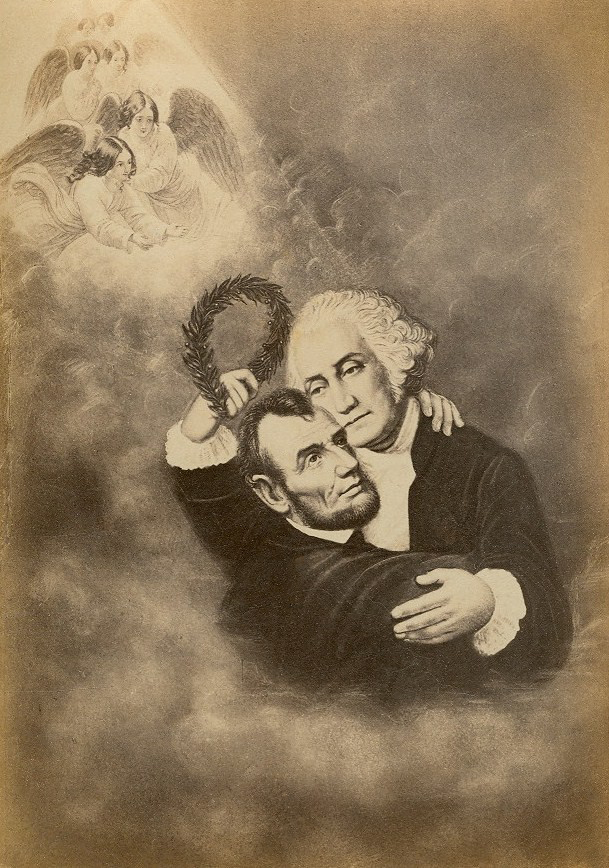
L'apoteosi di Abraham Lincoln, accolto da George Washington in paradiso, il quale ha in mano una corona d'alloro (un'opera degli anni '60 dell'800, dopo l'assassinio)

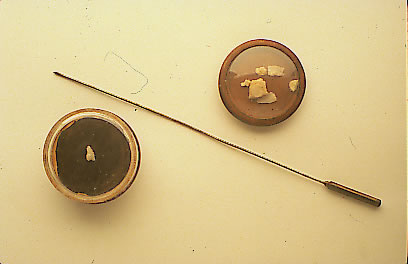
Frammenti di cranio di Lincoln e la sonda utilizzata, dal National Museum of Health and Medicine

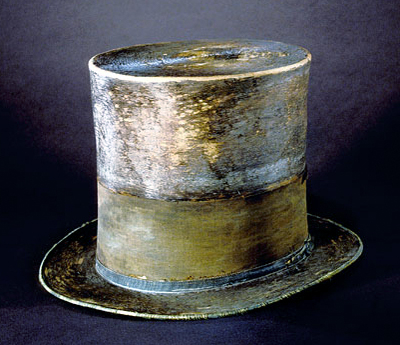
Il cappello indossato da Lincoln la notte dell'assassinio

Lincoln fu il primo presidente ad essere assassinato. La sua uccisione ebbe un forte e duraturo impatto sugli Stati Uniti e fu compianto in tutto il paese, sia a nord che a sud. Ci furono aggressioni in molte città verso coloro che espressero supporto a Booth.
La domenica di Pasqua dopo la morte di Lincoln, sacerdoti di tutto il paese ricordarono ed elogiarono Lincoln nei loro sermoni. Milioni di persone accorsero al corteo funebre tenutosi a Washington il 19 aprile 1865 che partì da New York e giunse a Springfield in Illinois. Il corpo fu trasportato su un treno funebre.
Dopo la morte di Lincoln, Ulysses S. Grant disse di lui che fu "senza dubbio il più grande uomo che abbia mai conosciuto". Elizabeth Blair, sorella di Montgomery Blair (il primo direttore generale delle poste del governo Lincoln), originaria del sud, disse:
(Elizabeth Blair)
Andrew Johnson divenne presidente dopo la morte di Lincoln e fu uno dei presidenti meno popolari dell'intera storia americana. Subì una procedura di impeachment da parte della Camera dei rappresentanti nel 1868, ma il senato non riuscì a dichiararlo colpevole per un solo voto.
Il segretario di stato William Seward una volta guarito dalle ferite riportate, riprese il suo incarico sotto l'amministrazione Johnson. Negoziò in seguito l'acquisto dell'Alaska, che sarà ricordato come La follia di Seward, attraverso il quale, nel 1867 gli Stati Uniti acquisirono l'Alaska dalla Russia.
Henry Rathbone e Clara Harris si sposarono due anni dopo e Rathbone divenne console degli Stati Uniti ad Hannover in Germania. In seguito, egli soffrì di disturbi mentali e, nel 1883, sparò a Clara e l'accoltellò a morte. Trascorse il resto della sua vita in un manicomio criminale tedesco.
John Ford provò a riaprire il teatro un paio di mesi dopo l'assassinio, ma l'indignazione generale lo obbligò ad abbandonare l'idea. Nel 1866, il governo federale acquistò lo stabile e lo trasformò in un edificio di uffici. Nel 1893, la struttura interna collassò, uccidendo ventidue impiegati. Fu in seguito impiegato come magazzino, per poi essere abbandonato. Il teatro riaprì nel 1968 nel duplice ruolo di museo e teatro. Il palco presidenziale è sempre vuoto.
Il letto sul quale morì Lincoln, assieme ad altri oggetti presenti nella stanza furono acquistati da Charles F. Gunther, un collezionista di Chicago, e sono ora esposti al Museo di storia di Chicago. Il National Museum of Health and Medicine conserva alcuni cimeli riguardanti l'assassinio di Lincoln. Attualmente sono esposti il proiettile che uccise Lincoln, la sonda utilizzata da Barnes, un pezzo del cranio di Lincoln assieme ad alcuni capelli ed il polsino insanguinato del chirurgo. La sedia su cui Lincoln poggiava quando fu raggiunto dal colpo esploso da Booth è esposta all'Henry Ford Museum a Dearborn, Michigan.
Nel centennale della sua nascita, il ritratto di Lincoln fu inciso in lato della moneta da un centesimo. Il Lincoln Memorial a Washington, D.C., fu inaugurato nel 1922.
Un lembo di pelle presa dal torace di Booth durante l'autopsia è esposto al Mütter Museum a Philadelphia in Pennsylvania.

## La riesumazione della salma
Lincoln venne seppellito all'Oak Ridge Cemetery di Springfield, dove nel 1874 fu terminata la costruzione di una tomba in granito alta 54 metri, sormontata da diverse statue di bronzo. Vi sono sepolti anche sua moglie e tre dei suoi quattro figli (Robert è sepolto nel Cimitero nazionale di Arlington). Negli anni successivi alla sua morte vennero compiuti dei tentativi di rubare la salma di Lincoln allo scopo di ottenere un riscatto. Attorno al 1900 Robert Todd Lincoln decise che per prevenire il furto del corpo era necessario costruire una cripta permanente per il padre. La bara di Lincoln fu racchiusa da spesse pareti di cemento, circondate da una gabbia, e sepolta sotto una lastra di pietra. Il 26 settembre 1901 il corpo di Lincoln venne riesumato così da poter essere nuovamente sepolto nella nuova cripta. I presenti (23 persone compreso Robert Lincoln) - temendo che il corpo potesse essere stato trafugato negli anni intercorsi - decisero comunque di aprire la bara per controllare: quando l'aprirono, furono meravigliati dallo stato di conservazione del corpo, che era stato imbalsamato. Era infatti perfettamente riconoscibile, a più di trent'anni dalla morte.
Sul suo petto vennero rinvenuti i resti della bandiera americana (piccoli brandelli rossi, bianchi e blu) con la quale era stato seppellito, e che si era ormai sgretolata. Tutte e 23 le persone che videro i resti di Lincoln sono scomparse da tempo: l'ultima di queste fu Fleetwood Lindley, che morì il 1º febbraio 1963. Tre giorni prima di morire, Lindley venne intervistato. Disse: «Sì, la sua faccia era bianca come il gesso. I suoi vestiti umidi. Mi venne permesso di reggere una delle strisce di pelle quando calammo il feretro per versare il cemento. Non fui spaventato al momento, ma dormii con Lincoln per i sei mesi successivi».